# Râul Asuaj
Râul Asuaj este un curs de apă, afluent al râului Sălaj. 